# Johannes von Leiss
Johannes von Leiss, o anche conosciuto come Johannes IX von Leiss di Laimburg (in tedesco: Johann von Leiß; Innsbruck, 18 giugno 1821 – Bressanone, 23 aprile 1884) è stato un nobile e vescovo cattolico austriaco.

## Biografia
Johann von Leiß zu Laimburg nacque a Innsbruck, figlio di un esattore doganale Anton von Leiss e di Theresia Rungaldier. Studiò dapprima al ginnasio di Innsbruck e poi a Venezia. Dopo aver completato gli studi teologici fu ordinato sacerdote il 27 luglio 1845 e fu viceparroco a Eben am Achensee. Dopo due anni a Schwaz fu collaboratore a Innsbruck e poi parroco e decano a Bregenz. Nella stessa veste fu chiamato a Innsbruck nel 1862. Nel 1874 fu nominato canonico onorario di Bressanone.
Durante il periodo dei complessi conflitti fra i poteri di stato e chiesa fu il principale intermediario fra il vescovo Vinzenz Gasseregli e il reggente di stato Eduard Taaffe. Il 16 giugno 1879 l'imperatore Francesco Giuseppe I lo scelse come nuovo vescovo di Bressanone, perché più conciliante rispetto ad altri candidati come Simon Aichner o Johann Evangelist Haller. Ma non era benvoluto nella regione del Tirolo, tanto che furono molte le esortazioni inviate al papa affinché non confermasse la nomina.
Ricevette la consacrazione episcopale il 4 aprile 1880 nella cattedrale di Bressanone. Con gentilezza ed equilibrio riuscì tuttavia a ridurre i pregiudizi prevalenti tra il clero ed i fedeli nei suoi confronti e ad acquisire simpatia e benevolenza. L'arciduca Carlo Ludovico lo descrisse come un "nobile vescovo" in un telegramma indirizzato al governatore.
Morì il 23 aprile 1884 per un infarto miocardico; qualche giorno prima aveva lamentato dei disturbi cardiaci. Il suo corpo fu sepolto nel duomo di Bressanone il successivo 28 aprile.

## Genealogia episcopale e successione apostolica
La genealogia episcopale è:
- Cardinale Scipione Rebiba
- Cardinale Giulio Antonio Santori
- Cardinale Girolamo Bernerio, O.P.
- Arcivescovo Galeazzo Sanvitale
- Cardinale Ludovico Ludovisi
- Cardinale Luigi Caetani
- Cardinale Ulderico Carpegna
- Cardinale Paluzzo Paluzzi Altieri degli Albertoni
- Papa Benedetto XIII
- Papa Benedetto XIV
- Papa Clemente XIII
- Cardinale Giovanni Battista Caprara Montecuccoli
- Vescovo Dionys von Rost
- Vescovo Karl Franz von Lodron
- Vescovo Bernhard Galura
- Vescovo Giovanni Nepomuceno de Tschiderer
- Cardinale Friedrich Johann Joseph Cölestin von Schwarzenberg
- Arcivescovo Franz de Paula Albert Eder, O.S.B.
- Vescovo Johannes von Leiss

La successione apostolica è:
- Arcivescovo Simon Aichner (1882)